# Mary Watson Whitney
Mary Watson Whitney (ur. 11 września 1847 w Waltham, Massachusetts USA, zm. 21 stycznia 1921 tamże) – amerykańska astronomka i przez 22 lata dyrektor Obserwatorium Vassar.

## Życiorys
Urodziła się w Waltham w stanie Massachusetts. Jej rodzicami byli Mary Watson Crehore i Samuel Buttrick Whitney. Ojciec zajmował się nieruchomościami i był wystarczająco bogaty, by zapewnić córce dobre wykształcenie. Ukończyła szkołę w rodzinnym mieście, a następnie w 1863 publiczną szkołę średnią. Przez rok uczyła się w domu przed wstąpieniem do Vassar College, gdzie spotkała Marię Mitchell. Dyplom otrzymała w 1868.
W latach 1869–1870 uczęszczała – jako gość, gdyż kobiety nie mogły studiować – na wykłady Benjamina Peirce’a na Harvardzie o kwaternionach i mechanice nieba. W 1872 otrzymała tytuł magistra i wyjechała do Zurychu na 3 lata, by studiować matematykę i mechanikę nieba.
Po powrocie ze Szwajcarii została nauczycielką w szkole średniej w swoim rodzinnym mieście i asystentką Marii Mitchell. Po jej przejściu na emeryturę została profesorem college’u i dyrektorką obserwatorium, którą pozostała aż do 1915, gdy zrezygnowała ze względów zdrowotnych.
W trakcie swojej kariery koncentrowała się na nauczaniu i badaniu gwiazd podwójnych, asteroid, komet i pomiarach fotograficznych. W czasie, gdy była dyrektorem obserwatorium, opublikowano 102 prace naukowe. Była członkiem American Association for the Advancement of Science i Astronomical and Astrophysical Society.